# Французьке вторгнення у Швейцарію
Французьке вторгнення у Швейцарію (фр. Invasion française de la Suisse, нім. Franzoseneinfall) — вторгнення військ Французької республіки у Швейцарську конфедерацію, що тривало з січня по травень 1798 року в рамках Французьких революційних воєн. Незалежна Стара швейцарська конфедерація розпалася внаслідок вторгнення та одночасних внутрішніх повстань, що отримали назву «Гельветійська революція». Швейцарські інститути Старого порядку були скасовані та замінені централізованою Гельветійською республікою, однією з клієнтських республік Першої Французької республіки.

## Передумови
До 1798 року сучасний кантон Во належав до кантону Берн, якому він підпорядковувався. Крім того, більшість франкомовного населення Во відчувала себе пригнобленою німецькомовним Берном. Деякі водуанські патріоти, таких як Фредерік-Сезар де Ла Гарп, виступали за незалежність. У 1795 році Ла Гарп закликав своїх співвітчизників повстати проти бернських аристократів, але його заклик залишився без уваги, і він був змушений втекти до революційної Франції, де відновив свою діяльність.
Наприкінці 1797 року французький генерал Наполеон Бонапарт, який щойно успішно завоював Північну Італію і заснував Цизальпійську республіку, наполіг на тому, щоб французька Директорія окупувала Швейцарію. Головною метою вторгнення Франції було забезпечення доступу до північної Італії через альпійські перевали, тоді як доступ до її військових сил і використання військового потенціалу Швейцарії були другорядними цілями. Через внутрішні політичні та соціальні потрясіння Конфедерація не змогла ні домовитися з Францією, ні організувати опір. У вересні 1797 року становище Швейцарії ще більше погіршилося після усунення з Директорії Франсуа Бартелемі, який відстоював позицію, вигідну Конфедерації.

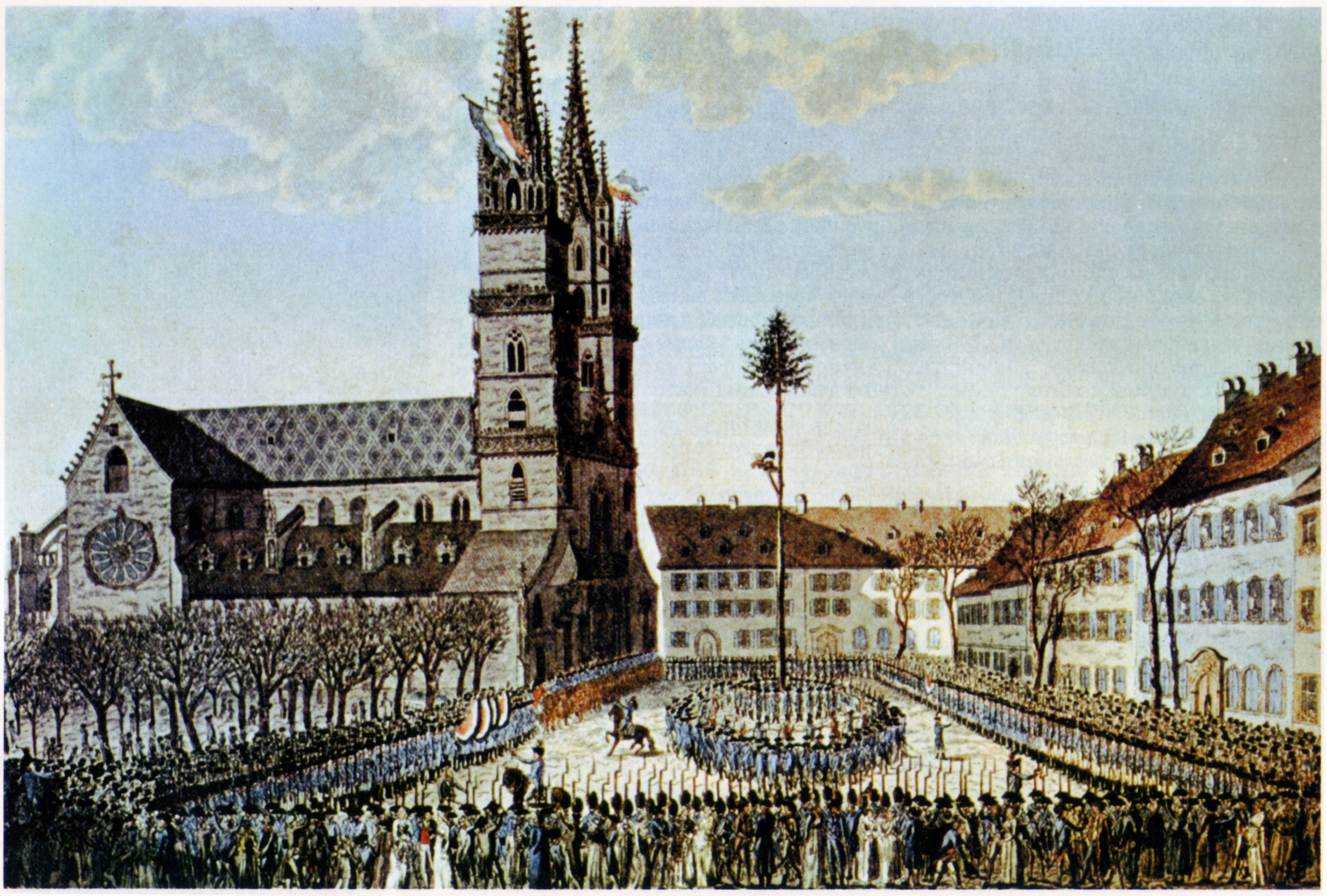
Дерево Свободи, встановлене в Базелі. Цей акт був повторений в інших швейцарських містах, щоб символізувати революцію і визволення

10 жовтня 1797 року Вальтелліна, К'явенна та Борміо, залежні від Трьох Ліг, повстали і за підтримки Франції вийшли зі складу Конфедерації, аби приєднатися до Цизальпійської республіки. У грудні південна частина князівства-єпископства Базель була окупована та приєднана до Франції, причому північну його частину Франція захопила ще 1792 року. Незабаром 10 000 французьких військ зібралися під Женевою. Атмосфера всередині Швейцарії суттєво змінилася через ці події, і багато профранцузьких патріотів сподівалися, а антифранцузькі консерватори побоювалися, що революція тепер пошириться на решту Конфедерації, з прямим французьким військовим втручанням чи без нього. Франція використала невдоволення сільських еліт у залежних територіях та освічених громадян у кантонах, аби стимулювати революційні настрої.
Першою подією того, що стане відомою як Гельветійська революція, стало повстання патріотів у Лісталі в кантоні Базель 17 січня 1798 року. Повстанці вимагали рівності перед законом, встановили дерево свободи і до 23 січня спалили три замки фогтств. 24 січня міська еліта Во проголосила Леманську республіку (фр. République lémanique) в Лозанні, яка стала резиденцією її уряду. Потім повстали громадяни і піддані в численних швейцарських містах, кантонах та їхніх залежних територіях, і за прикладом Во в лютому, березні та квітні по всій країні було проголошено понад 40 інших недовговічних республік.

## Вторгнення
На запрошення Леманської республіки 12 000 французьких військ під командуванням генерала Філіпа Ромена Менара 28 січня вторглися до Во. Приводом став інцидент 25 січня, коли швейцарські солдати вбили двох французьких гусарів у Т'єрані. Вони зайняли Во без опору та були радісно зустрінуті населенням, коли бернські війська відступили в район Муртена та Фрібура. Друга армія під командуванням генерала Бальтазара Алексіса Анрі Шауенбурга наступала з Мон-Теріблю, колишнього князівства-єпископства Базель, у напрямку Берна та вимагала від його уряду привести до влади профранцузькі революційні партії. Відмова Берна була використана французами для виправдання війни. Бернський фельдмаршал Карл Людвіг фон Ерлах був призначений верховним головнокомандувачем усіх швейцарських військ, тоді як генерал Гійом Брюн обіймав аналогічну посаду над французькими військами.

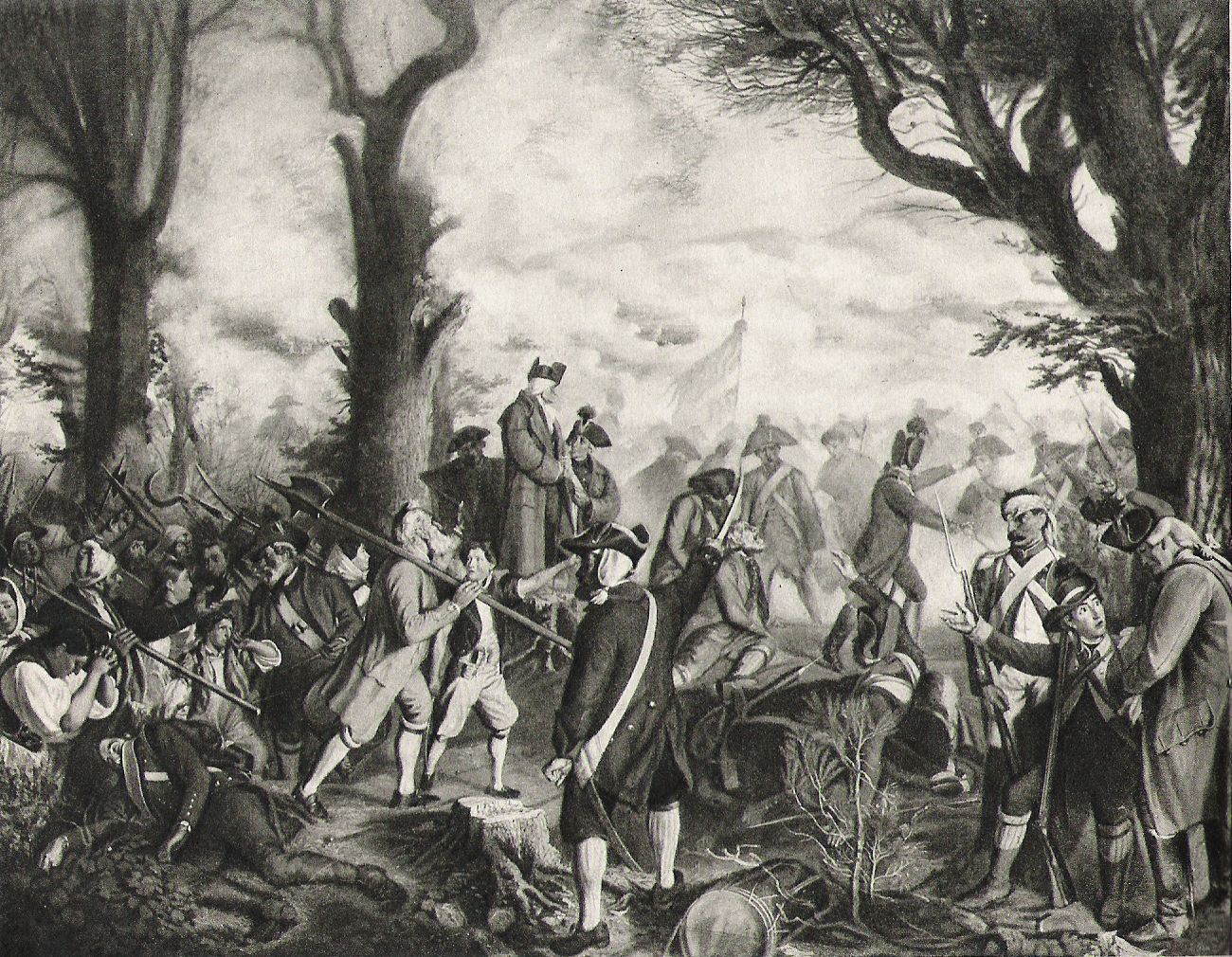
«Останні дні Старого Берна» Фрідріха Вальтарда, що зображує битву під Граугольцем

Бойові дії розпочалися 1 березня, а наступного дня відбулися бої навколо Ленгнау, Гренхена та в лісі Рузель між Альферме й Тванном, які завершилися капітуляцією кантону Золотурн. 4 березня уряд Берна подав у відставку, проте його війська продовжували чинити опір французькому просуванню. Наступного дня бернці зазнали поразки під Фраубрунненом, а французи здобули вирішальну перемогу в битві при Граугольці, підтвердивши відокремлення Во. Після цього Шауенбург отримав капітуляцію, підписану напередодні Карлом Альбрехтом фон Фрішингом, лідером профранцузької Партії реформ, який був призначений головою нового тимчасового уряду. Ерлах, який мав намір продовжувати опір після відступу з Граугольца, був убитий під Віхтрахом своїми ж солдатами, які прийняли його за зрадника. Перемога бернців під Ноєнеггом 5 березня, яка зупинила наступ французів з півдня через Муртен і Фрібур, не мала жодного впливу на результат війни. Берн втратив 700 вбитими в боях, тоді як втрати Франції невідомі.
Капітуляція Берну призвела до того, що по всій Швейцарії з'явилося ще більше залежних територій, які проголосили себе незалежними республіками. Однак Директорія прагнула мати єдину центральну республіканську державу на східному кордоні Франції, а не десятки дрібних, і взяла курс на відновлення «національної єдності», хоча цього разу з рівністю для всіх територій у складі швейцарської держави. Нова Конституція вже була написана в Парижі Петером Оксом і затверджена Директорією. Багато швейцарських повстанців були незадоволені цим, і Національний конвент у Базелі ухвалив модифіковану версію, яка потім була прийнята багатьма іншими суб'єктами, але французький уряд наполягав на оригінальному варіанті. Пропозиція Брюна від 16 і 19 березня розділити Швейцарію на три республіки (Телльгау, Гельвеція та Роданія) також була відхилена.

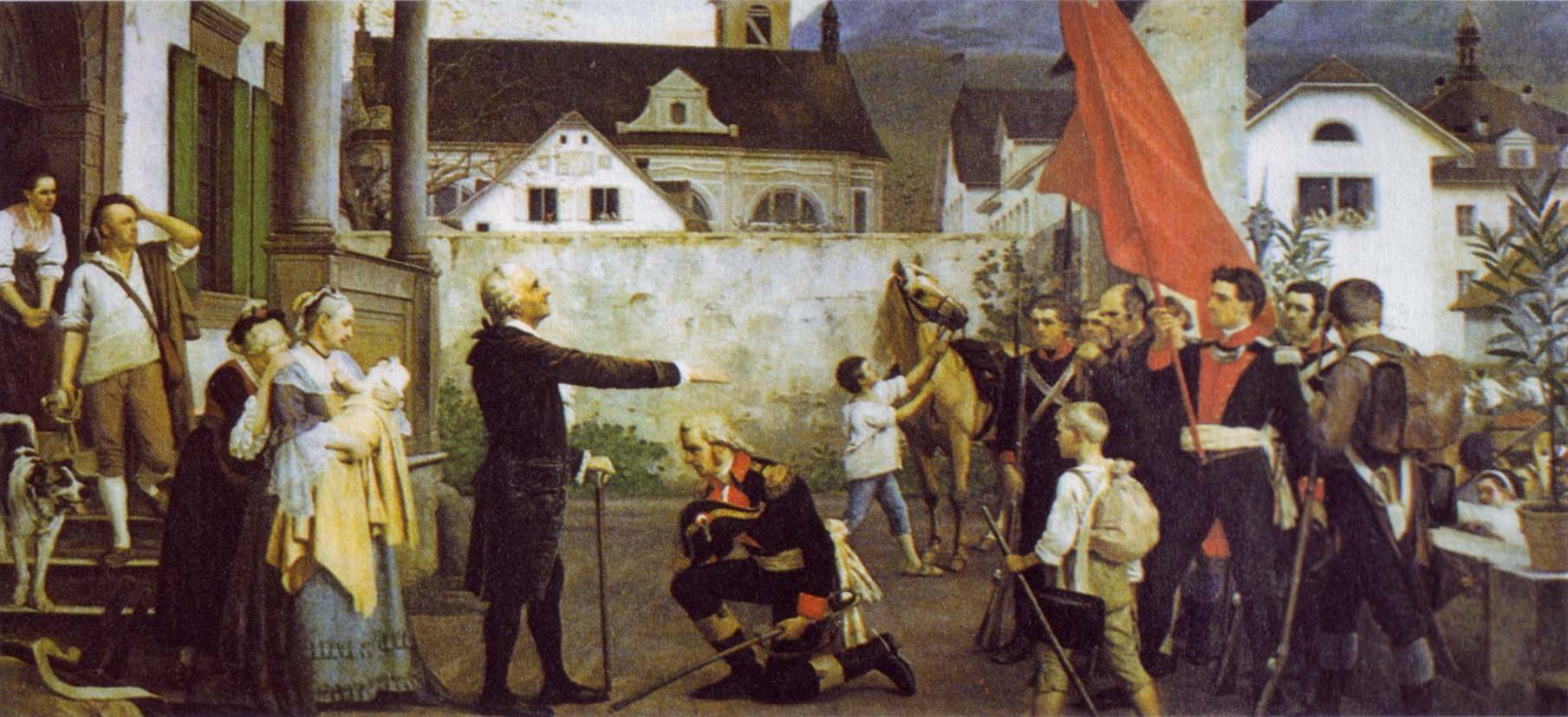
«Алоїс фон Редінг отримує благословення батька перед виступом проти французів» Аугуста Векессера

12 квітня 1798 року 121 кантональний депутат проголосив Гельветійську республіку, клієнтську державу революційної Франції. Новий режим скасував кантональний суверенітет і феодалізм, створивши унітарну державу, засновану на ідеях Французької революції. Згодом кантони Швіц, Нідвальден й Урі в Центральній Швейцарії відкинули Гельветійську конституцію. Вони змогли зібрати близько 10 000 солдатів під командуванням Алоїса фон Редінга, ландсгауптмана Швіцу. Їхні війська розпорошилися на довгій лінії оборони від Напфа до Рапперсвіля. Редінг взяв під контроль Люцерн і просунувся через перевал Брюніг до Бернського високогір'я, але Шауенбург розпочав контрнаступ на Швіц з окупованого Цюриха, просуваючись через Цуг, Люцерн і перевал Заттель. Цуг і Люцерн капітулювали, а невдовзі й Гларус після захоплення Рапперсвіля та боїв під Воллерау. Війська Редінга були змушені відступити після поразки під Шиндельлегі, і хоча вони здобули перемогу під Ротентурмом, вони не змогли переломити ситуацію. 4 травня ландсгемайнда Швіцу відмовилася від боротьби. Вражені опором центральних швейцарців, французи надали їм м'які умови капітуляції та дозволили залишити зброю.
Останньою подією французького вторгнення стало спочатку успішне повстання у Верхньому Вале, яке було придушене наприкінці травня. Нідвальденське повстання — епізод, пов'язаний з вторгненням, але відмінний від нього, — відбулося у вересні 1798 року та було придушене французами під командуванням Шауенбурга, унаслідок чого з обох сторін загинуло близько 100 осіб, а також було вбито 300 цивільних осіб.

## Наслідки
Вторгнення поставило під загрозу нещодавно укладений Кампо-Формійський мир (18 жовтня 1797 року), який завершив Війну першої коаліції проти Франції. Тепер європейські монархії знову побоювалися, що республіканська Франція розширює свою владу на континенті, і їм потрібно було протистояти і відкинути її назад. Завоювання Францією Швейцарії, яка зберігала нейтралітет від початку Французької революції, стало однією з причин формування Другої коаліції, й австро-російська армія здійснить італійсько-швейцарську експедицію в 1799 і 1800 роках.